# Макгадікгаді
Озеро Макгадікгаді (англ. Makgadikgadi) — колишнє велике прісноводне озеро, яке існувало між 52 000 і 10 000 років тому на місці пустелі Калахарі в сучасній Ботсвані. За часів свого існування воно мало площу понад 80 000 км² і глибину до 30 м. Тоді до нього вливались річки Окаванго, Квандо і Замбезі.
Приблизно 20 000 років тому озеро переповнилось, і його води знайшли виток на схід. Поява зовнішнього стоку спільно з початком епохи більш посушливого клімату, пов’язаної з останнім льодовиковим періодом, призвела до швидкого падіння рівня озера і скорочення його площі. 10 000 років тому озеро вже знаходилося в стані повільного зникнення. Пісок, який приносили пустельні вітри, і мул, що відкладали води Окаванго, поступово заповнювали його котловину. Від колишнього африканського внутрішнього моря залишилася тільки дельта Окаванго, солончакова впадина Макгадікгаді і два невеликих озера — Нгамі у південного краю дельти і Цкау на південь від впадини, яки приймають в себе надлишок води після високих повеней в дельті.